# Wereldkampioenschappen judo 1961
De Wereldkampioenschappen judo 1961 was de derde editie van de Wereldkampioenschappen judo, en werd gehouden in Parijs, Frankrijk op 2 december 1961.

## Medaillewinnaars

### Mannen
| Gewichtsklasse | Goud          | Zilver    | Brons                     |
| -------------- | ------------- | --------- | ------------------------- |
| Open           | Anton Geesink | Koji Sone | Tong Pae Kim Takeshi Koga |

## Medaillespiegel
| Plaats | Land       | Goud | Zilver | Brons | Totaal |
| 1      | Nederland  | 1    | 0      | 0     | 1      |
| 2      | Japan      | 0    | 1      | 1     | 2      |
| 3      | Zuid-Korea | 0    | 0      | 1     | 1      |
| Totaal | Totaal     | 1    | 1      | 2     | 4      |